# 沖繩振興局
沖繩振興局（日语：／ Okinawa-shinkōkyoku）是日本內閣府的內部部局之一，負責沖繩縣的產業振興。

## 概要
以1972年5月15日沖繩返還為契機，日本政府設置掌管沖繩振興開發計畫的沖繩開發廳，其長官由國務大臣出任，為大臣廳。內部部局有總務局與振興局。總務局除了負責官房事務，還負責擬定沖繩振興開發計畫與監督沖繩振興開發金融公庫。振興局負責與各省廳協調沖繩振興開發計畫個別事務。
2001年1月6日中央省廳再編後，沖繩開發廳與經濟企劃廳等整合成為內閣府的內部部局沖繩振興局，沖繩綜合事務局為內閣府的地方支分部局。依法規定，內閣府本府內的沖繩相關部局（政策統括官（沖繩政策擔當）、沖繩振興局、沖繩綜合事務局）及北方對策本部由內閣府特命擔當大臣的沖繩及北方對策擔當大臣負責。

## 組織
- 沖繩振興局
  - 審議官
    - 總務課
      - 事業振興室

    - 參事官
      - 新大學院大學企劃推進室（沖繩科學技術大學院大學）
- 政策統括官

## 沿革
- 1952年（昭和27年）4月，依駐日盟軍總司令要求，日本政府在琉球群島那霸與奄美大島名瀨設置聯絡事務所及出差所，作為與美方機構聯絡的機關，同時總理府設置附屬機關南方聯絡事務局，為聯絡事務所的上級機關。同時小笠原諸島等南方諸島（日语：南方諸島）相關事務也由該局掌管。
- 1953年（昭和28年）12月，隨著奄美群島回歸，廢止名瀨的出差所。
- 1958年（昭和33年）、南方聯絡事務局改組為特別地域聯絡局，為總理府的內部部局，並增加北方領土相關事務。那霸日本政府南方聯絡事務所成為總理府的附屬機關。
- 1968年（昭和43年）5月，那霸日本政府南方聯絡事務所更名為日本政府沖繩事務所，負責美國民政府的協議。另外，同年6月小笠原諸島回歸日本，小笠原相關事務改由自治省管轄。
- 1970年（昭和45年）5月，原來的特別地域聯絡局擴大組織，成為新的總理府外局沖繩·北方對策廳（日语：沖縄・北方対策庁）。沖繩·北方對策廳設立沖繩事務局取代原來的日本政府沖繩事務所。
- 1972年（昭和47年）5月，隨著沖繩回歸，沖繩·北方對策廳廢止，成立總理府外局沖繩開發廳。在沖繩縣設置地方支分部局沖繩綜合事務局。另外，原來沖繩·北方對策廳所管之北方領土相關事務由新成立的總理府機關北方對策本部負責。
- 2001年（平成13年）1月，中央省廳再編，沖繩開發廳與內閣府整合，沖繩綜合事務局成為內閣府的地方支分部局。

## 歷任沖繩開發廳長官
沖繩開發廳長官（日语：／）是日本已廢除的國務大臣。負責沖繩相關政策。
歷任長官
| 任                       | 姓名                     | 內閣                     | 在任期間                                        | 兼職                                                              |
| 沖繩開發廳長官（總理府） | 沖繩開發廳長官（總理府） | 沖繩開發廳長官（總理府） | 沖繩開發廳長官（總理府）                        | 沖繩開發廳長官（總理府）                                          |
| ------------------------ | ------------------------ | ------------------------ | ----------------------------------------------- | ----------------------------------------------------------------- |
| 1                        | 山中貞則                 | 第3次佐藤內閣            | 1972(昭和47)年05月15日 - 1972(昭和47)年07月07日 | 總理府總務長官                                                    |
| 2                        | 本名武                   | 第1次田中角榮內閣        | 1972(昭和47)年07月07日 - 1972(昭和47)年12月22日 | 總理府總務長官                                                    |
| 3                        | 坪川信三                 | 第2次田中角榮內閣        | 1972(昭和47)年12月22日 - 1973(昭和48)年05月28日 | 總理府總務長官                                                    |
| 4                        | 小坂德三郎               | 第2次田中角榮內閣        | 1973(昭和48)年05月28日 - 1974(昭和49)年12月09日 | 總理府總務長官                                                    |
| 5                        | 植木光教                 | 三木內閣                 | 1974(昭和49)年12月09日 - 1976(昭和51)年09月15日 | 總理府總務長官                                                    |
| 6                        | 西村尚治                 | 三木內閣                 | 1976(昭和51)年09月15日 - 1976(昭和51)年12月24日 | 總理府總務長官                                                    |
| 7                        | 藤田正明                 | 福田赳夫內閣             | 1976(昭和51)年12月24日 - 1977(昭和52)年11月28日 | 總理府總務長官                                                    |
| 8                        | 稻村佐近四郎             | 福田赳夫內閣             | 1977(昭和52)年11月28日 - 1978(昭和53)年12月07日 | 總理府總務長官                                                    |
| 9                        | 三原朝雄                 | 第1次大平內閣            | 1978(昭和53)年12月07日 - 1979(昭和54)年11月09日 | 總理府總務長官                                                    |
| 10                       | 小渕惠三                 | 第2次大平內閣            | 1979(昭和54)年11月09日 - 1980(昭和55)年07月17日 | 總理府總務長官                                                    |
| 11                       | 中山太郎                 | 鈴木善幸內閣             | 1980(昭和55)年07月17日 - 1981(昭和56)年11月30日 | 總理府總務長官                                                    |
| 12                       | 田邊國男                 | 鈴木善幸內閣             | 1981(昭和56)年11月30日 - 1982(昭和57)年11月27日 | 總理府總務長官                                                    |
| 13                       | 丹羽兵助                 | 第1次中曾根內閣          | 1982(昭和57)年11月27日 - 1983(昭和58)年12月27日 | 總理府總務長官                                                    |
| 14                       | 中西一郎                 | 第2次中曾根內閣          | 1983(昭和58)年12月27日 - 1984(昭和59)年11月01日 | 總理府總務長官（1984(昭和59)年06月30日為止）                      |
| 15                       | 河本敏夫                 | 第2次中曾根內閣          | 1984(昭和59)年11月01日 - 1985(昭和60)年08月14日 |                                                                   |
| 16                       | 藤本孝雄                 | 第2次中曾根內閣          | 1985(昭和60)年08月14日 - 1985(昭和60)年12月28日 |                                                                   |
| 17                       | 古賀雷四郎               | 第2次中曾根內閣          | 1985(昭和60)年12月28日 - 1986(昭和61)年07月22日 | 北海道開發廳長官                                                  |
| 18                       | 綿貫民輔                 | 第3次中曾根內閣          | 1986(昭和61)年07月22日 - 1987(昭和62)年11月06日 | 北海道開發廳長官、國土廳長官                                      |
| 19                       | 粕谷茂                   | 竹下內閣                 | 1987(昭和62)年11月06日 - 1988(昭和63)年12月27日 | 北海道開發廳長官                                                  |
| 20                       | 坂元親男                 | 竹下內閣                 | 1988(昭和63)年12月27日 - 1989(平成元)年06月03日 | 北海道開發廳長官                                                  |
| 21                       | 井上吉夫                 | 宇野內閣                 | 1989(平成元)年06月03日 - 1989(平成元)年08月10日 | 北海道開發廳長官                                                  |
| 22                       | 阿部文男                 | 第1次海部內閣            | 1989(平成元)年08月10日 - 1990(平成02)年02月28日 | 北海道開發廳長官                                                  |
| 23                       | 砂田重民                 | 第2次海部內閣            | 1990(平成02)年02月28日 - 1990(平成02)年09月13日 | 北海道開發廳長官                                                  |
| 24                       | 木部佳昭                 | 第2次海部內閣            | 1990(平成02)年09月13日 - 1990(平成02)年12月29日 | 北海道開發廳長官                                                  |
| 25                       | 谷洋一                   | 第2次海部內閣            | 1990(平成02)年12月29日 - 1991(平成03)年11月05日 | 北海道開發廳長官                                                  |
| 26                       | 伊江朝雄                 | 宮澤內閣                 | 1991(平成03)年11月05日 - 1992(平成04)年12月12日 | 北海道開發廳長官                                                  |
| 27                       | 北修二                   | 宮澤內閣                 | 1992(平成04)年12月12日 - 1993(平成05)年08月09日 | 北海道開發廳長官                                                  |
| 28                       | 上原康助                 | 細川內閣                 | 1993(平成05)年08月09日 - 1994(平成06)年04月28日 | 北海道開發廳長官、國土廳長官                                      |
| -                        | 羽田孜                   | 羽田內閣                 | 1994(平成06)年04月28日                          | 由內閣總理大臣代理                                                |
| 29                       | 佐藤守良                 | 羽田內閣                 | 1994(平成06)年04月28日 - 1994(平成06)年06月30日 | 北海道開發廳長官                                                  |
| 30                       | 小里貞利                 | 村山內閣                 | 1994(平成06)年06月30日 - 1995(平成07)年01月20日 | 北海道開發廳長官                                                  |
| 31                       | 小澤潔                   | 村山內閣                 | 1995(平成07)年01月20日 - 1995(平成07)年08月08日 | 北海道開發廳長官、國土廳長官                                      |
| 32                       | 高木正明                 | 村山內閣                 | 1995(平成07)年08月08日 - 1996(平成08)年01月11日 | 北海道開發廳長官                                                  |
| 33                       | 岡部三郎                 | 第1次橋本內閣            | 1996(平成08)年01月11日 - 1996(平成08)年11月07日 | 北海道開發廳長官、沖繩擔當                                        |
| 34                       | 稻垣實男                 | 第2次橋本內閣            | 1996(平成08)年11月07日 - 1997(平成09)年09月11日 | 北海道開發廳長官、沖繩擔當                                        |
| 35                       | 鈴木宗男                 | 第2次橋本內閣            | 1997(平成09)年09月11日 - 1998(平成10)年07月30日 | 北海道開發廳長官、沖繩擔當                                        |
| 36                       | 井上吉夫                 | 小渕內閣                 | 1998(平成10)年07月30日 - 1999(平成11)年01月14日 | 北海道開發廳長官、沖繩擔當 國土廳長官：1998(平成10)年10月23日以後 |
| 37                       | 野中廣務                 | 小渕內閣                 | 1999(平成11)年01月14日 - 1999(平成11)年10月05日 | 內閣官房長官、沖繩擔當                                            |
| 38                       | 青木幹雄                 | 小渕內閣                 | 1999(平成11)年10月05日 - 2000(平成12)年04月05日 | 內閣官房長官、沖繩擔當                                            |
| 39                       | 青木幹雄                 | 第1次森內閣              | 2000(平成12)年04月05日 - 2000(平成12)年07月04日 | 內閣官房長官、沖繩擔當                                            |
| 40                       | 中川秀直                 | 第2次森內閣              | 2000(平成12)年07月04日 - 2000(平成12)年10月27日 | 內閣官房長官、沖繩擔當                                            |
| 41                       | 福田康夫                 | 第2次森內閣              | 2000(平成12)年10月27日 - 2000(平成12)年12月05日 | 內閣官房長官、沖繩擔當                                            |
| 42                       | 橋本龍太郎               | 第2次森內閣              | 2000(平成12)年12月05日 - 2001(平成13)年01月05日 | 行政改革擔當、沖繩擔當                                            |

- 佐藤內閣的山中貞則至中曾根內閣的中西一郎為止共14任長官是由總理府總務長官兼任。
- 中曾根內閣的古賀雷四郎至小渕內閣的井上吉夫長官共20任長官兼任北海道開發廳長官。因此媒體有時也將兼任兩職位的國務大臣稱為北海道·沖繩開發廳長官。

### 沖繩開發事務次官
| 姓名     | 在任期間                                | 前職                | 卸任後的職務                                   |
| -------- | --------------------------------------- | ------------------- | ---------------------------------------------- |
| 岡部秀一 | 1972(昭和47).05.15 - 1973(昭和48).09.07 | 沖繩·北方對策廳長官 | 奧林匹克紀念青少年綜合中心監事                 |
| 加藤泰守 | 1973(昭和48).09.07 - 1976(昭和51).04.02 | 總理府統計局長      | 公害等調整委員會委員                           |
| 山田滋   | 1976(昭和51).04.02 - 1977(昭和52).07.01 | 總務局長            |                                                |
| 井上幸夫 | 1977(昭和52).07.01 - 1979(昭和54).06.19 | 振興局長            |                                                |
| 川村皓章 | 1979(昭和54).06.19 - 1981(昭和56).01.23 | 總理府賞勲局長      | 總理府總務副長官                               |
| 龜谷禮次 | 1981(昭和56).01.23 - 1982(昭和57).08.10 | 總理府人事局長      |                                                |
| 小玉正任 | 1982(昭和57).08.10 - 1984(昭和59).07.01 | 總理府賞勲局長      | 公害等調整委員會委員 國立公文書館長            |
| 藤仲貞一 | 1984(昭和59).07.01 - 1986(昭和61).06.17 | 振興局長            | 沖繩振興開發金融公庫理事長                     |
| 小林悅夫 | 1986(昭和61).06.17 - 1988(昭和63).07.01 | 振興局長            |                                                |
| 塚越則男 | 1988(昭和63).07.01 - 1989(平成元).07.01 | 振興局長            | 沖繩振興開發金融公庫理事長                     |
| 手塚康夫 | 1989(平成元).07.01 - 1991(平成03).01.22 | 總務局長            | 北方領土問題對策協會會長                       |
| 藤田康夫 | 1991(平成03).01.22 - 1992(平成04).07.10 | 總務局長            |                                                |
| 水谷文彥 | 1992(平成04).07.10 - 1993(平成05).09.03 | 振興局長            | 住宅·都市整備公團副總裁 通關情報處理中心理事長 |
| 永山喜綠 | 1993(平成05).09.03 - 1995(平成07).10.10 | 總務局長            | 平和祈念事業特別基金理事長                     |
| 渡邊明   | 1995(平成07).01.10 - 1996(平成08).07.02 | 総務局長            |                                                |
| 瀧川哲男 | 1996(平成08).07.02 - 1997(平成09).07.11 | 振興局長            |                                                |
| 牧隆壽   | 1997(平成09).07.11 - 1998(平成10).06.30 | 振興局長            |                                                |
| 若林勝三 | 1998(平成10).06.30 - 2001(平成13).01.05 | 振興局長            | 日本證券業協會專務理事 日本地震再保險會長      |

## 外部連結
- 內閣府·政府的沖繩政策 （页面存档备份，存于）
- 內閣府沖繩綜合事務局 （页面存档备份，存于）